# یواس‌اس الک (آی‌ایکس-۱۱۵)
یواس‌اس الک (آی‌ایکس-۱۱۵) (به انگلیسی: USS Elk (IX-115)) یک کشتی بود که طول آن ۴۴۱ فوت ۶ اینچ (۱۳۴٫۵۷ متر) بود. این کشتی در سال ۱۹۴۳ ساخته شد.